# Novell GroupWise
Novell Groupwise is een groupwarepakket van Novell, dat een berichten- en agendasysteem biedt voor personen en bedrijven. Het bevat onder andere functionaliteit voor e-mail, elektronische agenda en takenplanning, adresboek, notities en archivering en documentenbeheer.
Met Groupwise is het mogelijk om gezamenlijk een agenda bij te houden, of is het mogelijk om de (zakelijke) agenda van een collega in te kijken. Op die manier is het bijvoorbeeld gemakkelijk om een vergadering te plannen. Op dezelfde manier kunnen ook taken, adressen en notities met elkaar gedeeld worden. 
Het servergedeelte van de applicatie kan draaien op de platform Linux en Windows (en de oudere versies ook op Novell NetWare), de client-applicaties op Windows, Linux en Mac OS X. GroupWise WebAccess biedt de gebruikers gelijkwaardige functionaliteit via een webbrowser. Via gateways worden standaard internetprotocollen zoals POP3, SMTP en IMAP ondersteund, en ook is het mogelijk met andere systemen zoals Microsoft Exchange Server en Lotus Notes een verbinding te maken.